# Politica del Principato di Monaco
La politica del Principato di Monaco consiste in una monarchia costituzionale in cui il Principe di Monaco è il capo di Stato ed ha pieni poteri, eccezion fatta che per alcuni poteri devoluti a diversi organi consultivi e legislativi.
Storicamente, i principi della casa regnante di Grimaldi erano autocrati di una monarchia assoluta, fino a quando non è stata adottata la prima Costituzione di Monaco, nel 1911. Una seconda costituzione è stata concessa dal principe Ranieri III il 17 dicembre 1962, che delineava i poteri legislativo, giudiziario, esecutivo e i rami del governo, che consistono in diversi uffici amministrativi e in una serie di consigli. Il principe, come capo di Stato, conserva la maggior parte del potere di governo del Paese; tuttavia, organi giudiziari e legislativi del Principato possono operare indipendentemente dal suo controllo.
Gli organi consultivi sono rappresentati dal Consiglio della Corona, dal Consiglio di governo, dal Consiglio nazionale (Parlamento monocamerale) e dal Comune di Monaco.
Il Consiglio di governo è sotto l'autorità del Principe ed è presieduto dal Ministro di Stato, seconda carica di Stato; il Ministro di Stato viene nominato dal Principe.